# Paola Dominguín
Paola González Dominguín (n. 5 noiembrie 1960, Madrid, Noua Castilie⁠(d), Spania) este o actriță spaniolă. Este fiica toreadorului Luis Miguel Dominguín și a actriței Lucia Bosè, cât și sora actorului Miguel Bosé.